# Романьола Мирославова
Романьола Мирославова е българска поетеса. Авторка е на текстове на песни от поп музиката.

## Биография
Родена е на 24 януари 1953 г. във Враца. Завършва акушерство в София, българска филология във Великотърновския университет „Св. св. Кирил и Методий“, специализира Социална педагогика в Софийския университет „Св. Климент Охридски“. Работи и по трите си специалности: в Трета акушерно-гинекологична болница „Райна Княгиня“, в социално-правния кабинет на същото заведение, в ДВХ № 7. Организатор е на културни дейности и е художествен ръководител на няколко литературни салона: „Витошко лале“ към читалище „Братя Миладинови“ в квартал Княжево, „Пролет моя“ към читалище „Никола Й. Вапцаров“ и „Вечери на кръста“ към читалище „Пенчо Славейков“, квартал Лозенец в София. От 2000 г. е заместник главен редактор на вестник „Новият пулс“.
Членува в Музикаутор и Съюза на българските журналисти. Авторка е на петнадесет стихосбирки, сред които „По стълбите на утрото“, „Въздишки от вулкан“, „Час преди залеза“; на четири книги за деца, сред които и „Подарък за Дядо Коледа“, отличена с наградата на Съюза на българските писатели за детска литература; на разкази, проза и пиеси. Превеждана е на руски, македонски, украински, беларуски, английски, немски, сърбохърватски, испански и италиански.
Основател на литературния конкурс „Лирични гласове“ през 2012 г.
Умира на 24 юни 2016 г. в болница в София след тежко боледуване.
В памет на Романьола Мирославова и Евтим Евтимов през 2019 г. издателство „Персей“ отпечатва сборника „Заедно“, събрал 120 техни стихотворения.

## Награди
Носителка е на множество награди за поезия, между които „Витошко лале“, „Свищовски лозници“, награда на името на П. К. Яворов. Получила е и три международни награди – „Voci nostre“, Анкона, 2006 и 2011 г. и „Aldo Moro“, 2007, Лече, Италия.